# Michael Herbert
Sir Michael Henry Herbert (Wilton, 25 giugno 1857 – Davos, 30 settembre 1903) è stato un diplomatico inglese.

## Biografia
Era il figlio di Sidney Herbert, I barone di Lea, e di sua moglie, Elizabeth à Court Repington. Suo padre, Sidney, era lui il figlio minore di George Herbert, XI conte di Pembroke, e della nobildonna russa, la contessa Ekaterina Semënovna Voroncova, figlia di Semën Romanovič Voroncov.

## Carriera
Si è unito al servizio diplomatico ed è stato inviato a Parigi il 1 giugno 1879, dove è stato nominato terzo segretario nel marzo 1880 e secondo segretario nel novembre 1883.
Venne trasferito a Washington il 31 agosto 1888. Ha concluso la sua carriera come ambasciatore per il Stati Uniti. Egli ha creato, con il segretario di Stato americano John Hay, una commissione congiunta per stabilire il confine tra l'Alaska e territori britannici in Canada, dove l'oro era stato trovato nel 1890, che ha portato al trattato definitivo dell'Alaska del 1903.

## Matrimonio
Sposò, il 27 novembre 1888, Leila 'Belle' Wilson (?-19 novembre 1923), una figlia di Richard Thornton Wilson, un banchiere e broker di New York e Newport (Rhode Island). Ebbero due figli:
- Sir Sidney Herbert (29 luglio 1890-1939)
- Michael George Herbert (1893-1932)

## Morte
Morì di tubercolosi a Davos, in Svizzera, il 30 settembre 1903. La città di Herbert, Saskatchewan, in Canada, porta il suo nome.

## Ascendenza
|                                                                 |                              |                                | Genitori                                 |  |  | Nonni |  |  | Bisnonni                                                     |  |  | Trisnonni                                                    |  |
|                                                                 |                              |                                |                                          |  |  |       |  |  | Henry Herbert, X conte di Pembroke e VII conte di Montgomery |  |  | Henry Herbert, IX conte di Pembroke e VI conte di Montgomery |  |
|                                                                 |                              |                                |                                          |  |  |       |  |  | Henry Herbert, X conte di Pembroke e VII conte di Montgomery |  |  | Henry Herbert, IX conte di Pembroke e VI conte di Montgomery |  |
|                                                                 |                              | Mary FitzWilliam               |                                          |  |  |       |  |  | Henry Herbert, X conte di Pembroke e VII conte di Montgomery |  |  |                                                              |  |
| George Herbert, XI conte di Pembroke e VIII conte di Montgomery |                              |                                |                                          |  |  |       |  |  | Henry Herbert, X conte di Pembroke e VII conte di Montgomery |  |  |                                                              |  |
|                                                                 |                              | Elizabeth Spencer              | Charles Spencer, III duca di Marlborough |  |  |       |  |  |                                                              |  |  |                                                              |  |
|                                                                 |                              | Elizabeth Spencer              | Charles Spencer, III duca di Marlborough |  |  |       |  |  |                                                              |  |  |                                                              |  |
|                                                                 |                              | Elizabeth Spencer              | Elizabeth Trevor                         |  |  |       |  |  |                                                              |  |  |                                                              |  |
| Sidney Herbert, I barone di Lea                                 |                              | Elizabeth Spencer              |                                          |  |  |       |  |  |                                                              |  |  |                                                              |  |
|                                                                 |                              | Semën Romanovič Voroncov       | Roman Illarionovič Voroncov              |  |  |       |  |  |                                                              |  |  |                                                              |  |
|                                                                 |                              | Semën Romanovič Voroncov       | Roman Illarionovič Voroncov              |  |  |       |  |  |                                                              |  |  |                                                              |  |
|                                                                 |                              | Semën Romanovič Voroncov       | Marfa Ivanovna Surmina                   |  |  |       |  |  |                                                              |  |  |                                                              |  |
| Ekaterina Semënovna Voroncova                                   |                              | Semën Romanovič Voroncov       |                                          |  |  |       |  |  |                                                              |  |  |                                                              |  |
|                                                                 |                              | Ekaterina Alekseevna Senjavina | Aleksej Naumovič Senjavin                |  |  |       |  |  |                                                              |  |  |                                                              |  |
|                                                                 |                              | Ekaterina Alekseevna Senjavina | Aleksej Naumovič Senjavin                |  |  |       |  |  |                                                              |  |  |                                                              |  |
|                                                                 |                              | Ekaterina Alekseevna Senjavina | Anna Elisabeth von Bradke                |  |  |       |  |  |                                                              |  |  |                                                              |  |
| Michael Herbert                                                 |                              | Ekaterina Alekseevna Senjavina |                                          |  |  |       |  |  |                                                              |  |  |                                                              |  |
|                                                                 | William à Court, I baronetto | William Ashe-à Court           |                                          |  |  |       |  |  |                                                              |  |  |                                                              |  |
|                                                                 | William à Court, I baronetto | William Ashe-à Court           |                                          |  |  |       |  |  |                                                              |  |  |                                                              |  |
|                                                                 | William à Court, I baronetto | Annabella Vernon               |                                          |  |  |       |  |  |                                                              |  |  |                                                              |  |
| Charles Ashe à Court-Repington                                  | William à Court, I baronetto |                                |                                          |  |  |       |  |  |                                                              |  |  |                                                              |  |
|                                                                 |                              | Lætitia Wyndham                | Henry Wyndham                            |  |  |       |  |  |                                                              |  |  |                                                              |  |
|                                                                 |                              | Lætitia Wyndham                | Henry Wyndham                            |  |  |       |  |  |                                                              |  |  |                                                              |  |
|                                                                 |                              | Lætitia Wyndham                | Arundel Penruddock                       |  |  |       |  |  |                                                              |  |  |                                                              |  |
| Elizabeth Court-Repington                                       |                              | Lætitia Wyndham                |                                          |  |  |       |  |  |                                                              |  |  |                                                              |  |
|                                                                 |                              | Abraham Gibbs                  | John Gibbs                               |  |  |       |  |  |                                                              |  |  |                                                              |  |
|                                                                 |                              | Abraham Gibbs                  | John Gibbs                               |  |  |       |  |  |                                                              |  |  |                                                              |  |
|                                                                 |                              | Abraham Gibbs                  | Elizabeth Meachin                        |  |  |       |  |  |                                                              |  |  |                                                              |  |
| Mary Elizabeth Catherine Gibbs                                  |                              | Abraham Gibbs                  |                                          |  |  |       |  |  |                                                              |  |  |                                                              |  |
|                                                                 |                              | Mary Elizabeth Douglas         | James Douglas                            |  |  |       |  |  |                                                              |  |  |                                                              |  |
|                                                                 |                              | Mary Elizabeth Douglas         | James Douglas                            |  |  |       |  |  |                                                              |  |  |                                                              |  |
|                                                                 |                              | Mary Elizabeth Douglas         | Margaret Mackay                          |  |  |       |  |  |                                                              |  |  |                                                              |  |
|                                                                 |                              | Mary Elizabeth Douglas         |                                          |  |  |       |  |  |                                                              |  |  |                                                              |  |